# 窄肋绒蚶蜊
窄肋绒蚶蜊（学名：Tucetilla tenuicostata），是魁蛤目蚶蜊科绒蚶蜊属的一种。主要分布于中国大陆，常栖息在南海（水深12-38米）、潮下带。